# Todd Mitchell
Pour les articles homonymes, voir Mitchell.
Todd Mitchell, né le 26 juillet 1966 à Toledo dans l'Ohio, est un ancien joueur américain de basket-ball évoluant au poste d'ailier.

## Distinctions personnelles
- Meilleur marqueur du championnat de France 1995-1996